# Omahyra Mota
Omahyra Mota oder manchmal einfach Omahyra (andere Schreibweisen: Omyhra Mota und Omarah Mota), geborene Omahyra Mota Garcia (* 30. November 1984 in Santo Domingo) ist ein dominikanisches Supermodel und Schauspielerin. Sie machte sich selbst einen Namen als „chic Punk des Punks“-Modell.

## Biografie
Mota zog im Alter von zehn Jahren zusammen mit ihrer Mutter, Großmutter, zwei Schwestern und ihrem Bruder nach New York, weil ihre Mutter ihr ein besseres Leben und ein Studium an den besseren Schulen wünschte. Ihre Mutter hatte sich auch in den Kopf gesetzt, dass sie eines Tages als Model arbeiten würde und drängte sie deshalb ständig, Bewerbungsfotos an Modellagenturen zu schicken. Seitens der Mutter wurde ihr täglich erklärt, dass sie eines Tages  berühmt sein würde. Im Alter von 6 Jahren wurde sie zuerst von Boss Models entdeckt und ist seitdem als Model tätig. Mit den beiden Models Mayana Moura und Isabel Ibsen gründete sie die Punkband O.M.I., die aufgelöst wurde, als Mayana nach Brasilien ging, um dort zu studieren. 

## Arbeit als Model
Mota arbeitete als Model für Designer wie Chris Aire, Bill Blass, Cynthia Steffe, Fendi, Nina Ricci, Sean John, Baby Phat, Heatherette, Jean-Paul Gaultier und Roca Abnutzung. Gwen Stefani ließ sie für die New York Fashion Week 2005 von L.A.M.B. extra einfliegen.

## Arbeit als Schauspielerin
Mota hat kleine verantwortungsvolle Rollen in einigen Filmen gehabt. Ihre erste Rolle hatte sie in Brett Ratners After the Sunset. Dann erschien sie 2004 noch in State Property 2. Aufmerksamkeit erregte Mota, indem sie die Rolle von Arclight im dritten X-Men-Film, X-Men: Der letzte Widerstand, übernahm.

## Filmografie
- 2004: After the Sunset
- 2005: State Property 2
- 2006: X-Men: Der letzte Widerstand (X-Men: The Last Stand)
- 2009: Les derniers jours du monde

## Verschiedenes
2001 wurde sie im Alter von 16 Jahren im Paper Magazine zu einem der schönsten 50 Menschen  gewählt. Sie erschien in Jay-Zs Musikvideo „Change Clothes“. * Ihre Maße sind 33-25-35. Sie trägt Kleider der Größe 4 und hat die Schuhgröße 9 (US Maße!). Ihre Maße betragen in der Hüfte 89 cm und in der Taille 62 cm. Sie hat eine Brustgröße von 85 cm.